# Afroze-Numa
Afroze-Numa és una pastora pakistanesa i membre de 100 Women (BBC) el 2023. És una de les últimes pastores Wakhi que ha tingut cura de cabres, iacs i ovelles durant segles, tasca en la qual hi ha estat implicada durant gairebé tres dècades.

## Biografia
A la vall de Shimshal del Pakistan, la pastora Numa forma part d'un costum centenari que està desapareixent al seu pais i que ella va aprendre de la seva mare i les seves àvies. Així, cada any, ella i la resta de pastores acompanyen els seus ramats a pastures a 4.800 metres d'altitud, on alimenten els seus animals i produeixen productes lactis per al comerç. Els seus ingressos han aportat prosperitat al seu poble i els han permès oferir educació als seus fills. Per exemple, els seus ingressos li van permetre ser la primera persona de la seva vall a tenir un parell de sabates.

## Reconeixement
El novembre de 2023, la BBC va reconèixer el treball comunitari d'Afroze-Numa com "una de les últimes pastores Wakhi", mantenint l'antic costum fins als nostres dies, nomenant-la a la llista de les 100 dones de la BBC.